# Warsaw (Wirginia)
Warsaw – miasto w hrabstwie Richmond, stan Wirginia, w Stanach Zjednoczonych. Zgodnie ze spisem ludności z roku 2000 populacja miasta wyniosła 1375. Jest siedzibą hrabstwa Richmond.

## Geografia
Według Biura Spisów Ludności USA, całkowity obszar miasta to 3 mile kwadratowe (7,9 km²), wszystko z tego jest lądem.

## Demografia
Według spisu ludności w roku 2000, było tam 1,375 ludzi, 445 gospodarstw domowych i 233 rodziny rezydujące w mieście. Gęstość populacji wynosiła 174,6 na km². Było tam 468 jednostek zadomowienia w średniej gęstości 59,4 na km²). Skład rasowy tego miasta wynosił 67,64% rasy białej, 29,38% afrykańskich Amerykanów, 0,22% rdzennych Amerykanów, 0,44% Azjatów, 1,53% z innych ras i 0,80% z dwóch lub więcej ras. Hiszpanie i Latynosi każdej rasy stanowili 4,36% populacji.
Było tam 445 gospodarstw domowych, w których 22,5% miało dzieci do 18 lat żyjące z nimi, 39,1% były małżeństwami żyjącymi razem, 10,8% miało gospodynię domową bez mężczyzny, i 47,6% nie było rodzinami. 45,6% wszystkich gospodarstw domowych było złożonych z osób i 24,3% miały kogoś żyjącego samotnie w wieku 65 lat lub starszym. Średni rozmiar gospodarstwa domowego wynosił 2,01 a rozmiar średniej rodziny to 2,81.